# Детская Новая волна 2014
Де́тская Но́вая волна́ 2014 (англ. New Wave Junior 2014) — седьмой ежегодный международный конкурс-фестиваль популярной музыки «Детская Новая волна», который проходил с 16 по 18 августа 2014 года в международном центре «Артек» в Крыму. В конкурсе приняло участие 17 исполнителей из 11 стран. Прямая трансляция не осуществлялась, теле-версию конкурса телеканал «Россия-1» показал 31 августа 2014 года.
По результатам двух конкурсных дней гран-при конкурса досталось исполнителю с Украины Андрею Бойко. Второе место разделили между собой сразу три участника — дуэт Мартине и Кьяре Скарпари из Италии, а также россиянки Полина Богусевич и Екатерина Манешина. Третья премия также досталась трём исполнителям — казаху Мухаммедали Жугунусову, Руслану Асланову из Белоруссии и Софии Волошаненко с Украины. Екатерина Манешина помимо второго места завоевала и приз зрительских симпатий конкурса.

## Место проведения
Конкурс проходит в международном детском центре «Артек», который расположен на южном берегу Крыма в посёлке Гурзуф. «Артек» — самый знаменитый пионерский лагерь СССР и визитная карточка Пионерской организации страны. Долгое время служил местом приёма делегаций из социалистических стран, а также глав государств ближнего и дальнего зарубежья. Репетиции участников проходили в Ялте в гостинице «Интурист».

## Участники
| Участник                 | Страна    |
| ------------------------ | --------- |
| Давид Варданян           | Армения   |
| Руслан Асланов           | Беларусь  |
| Элене Звиададзе (Ленка)  | Грузия    |
| Сандро Парцвания         | Грузия    |
| Эдэн Голан               | Израиль   |
| Эмили Купер              | Израиль   |
| Кьяра и Мартина Скарпари | Италия    |
| Мухаммедали Жугунусов    | Казахстан |
| Эдуард Грундманис        | Латвия    |
| Эрика Мустяцэ            | Молдова   |
| Группа «4 кадра»         | Россия    |
| Полина Богусевич         | Россия    |
| Екатерина Манешина       | Россия    |
| Оанна Табулток           | Румыния   |
| Андрей Бойко             | Украина   |
| Софья Волошаненко        | Украина   |
| Марта Рак                | Украина   |

## Первый конкурсный день
16 августа на главном стадионе «Артека» состоялось открытие конкурса. Был зажжён факел и подняты флаги стран-участниц, выступил Председатель жюри Игорь Крутой. В открытии конкурса также приняли участие Филипп Киркоров, Лев Лещенко, Нюша, Стас Костюшкин, Алессандро Сафина и другие артисты. Конкурсанты исполнили мировые хиты и песни из детских мультфильмов и кинофильмов.
| №  | Страна    | Исполнитель              | Песня                 | Очки |
| -- | --------- | ------------------------ | --------------------- | ---- |
| 1  | Молдова   | Эрика Мустяце            | Costica               | 55   |
| 2  | Грузия    | Сандро Парцвания         | Saqartvelo lamazo     | 54   |
| 3  | Грузия    | Элене Звиададзе          | Хочу                  | 47   |
| 4  | Украина   | София Волошаненко        | It’s my time          | 54   |
| 5  | Казахстан | Мухаммедали Жугунусов    | Goin' Back To Indiana | 53   |
| 6  | Румыния   | Оана Табулток            | Hora din Moldova      | 53   |
| 7  | Латвия    | Эдуардс Грундманис       | Atziedi, dvēsele      | 53   |
| 8  | Украина   | Андрей Бойко             | Spiderman             | 55   |
| 9  | Беларусь  | Руслан Асланов           | Иностранец            | 53   |
| 10 | Армения   | Давид Варданян           | Korust te gandz       | 54   |
| 11 | Россия    | Екатерина Манешина       | Venus                 | 54   |
| 12 | Украина   | Марта Рак                | Три поради            | 51   |
| 13 | Израиль   | Эмили Купер              | Amen                  | 53   |
| 14 | Россия    | Полина Богусевич         | Think                 | 54   |
| 15 | Израиль   | Эдэн Голан               | Hasheket Shenish’ar   | 50   |
| 16 | Россия    | Группа «4 Кадра»         | Бомбей Буги           | 51   |
| 17 | Италия    | Мартина и Кьяра Скарпари | Pensieri e parole     | 54   |

## Второй конкурсный день
17 августа на сцене «Детской Новой волны» выступили Николай Басков, Доминик Джокер, группа «Дискотека Авария», Жасмин, Хор Турецкого, Юлия Савичева, группа «IOWA» и другие. После концертной программы конкурсанты исполнили мировые хиты и песни из детских мультфильмов и кинофильмов.
| №  | Страна    | Исполнитель              | Песня                     | Баллы от жюри | Баллы от родителей |
| -- | --------- | ------------------------ | ------------------------- | ------------- | ------------------ |
| 1  | Армения   | Давид Варданян           | Locked Out of Heaven      | 50            | 56                 |
| 2  | Латвия    | Эдуардс Грундманис       | Pie Jesu                  | 54            | 57                 |
| 3  | Румыния   | Оана Табулток            | Любовь, похожая на сон    | 50            | 52                 |
| 4  | Грузия    | Сандро Парцвания         | Kung Fu Fighting          | 49            | 60                 |
| 5  | Казахстан | Мухаммедали Жугунусов    | Алия                      | 55            | 59                 |
| 6  | Россия    | Группа «4 кадра»         | Stayin’ Alive             | 50            | 57                 |
| 7  | Беларусь  | Руслан Асланов           | Mamma Knows Best          | 55            | 71                 |
| 8  | Украина   | София Волошаненко        | Кукушка                   | 54            | 59                 |
| 9  | Израиль   | Эдэн Голан               | Where Do Broken Hearts Go | 50            | 56                 |
| 10 | Украина   | Андрей Бойко             | Ти дочекайся мене         | 55            | 59                 |
| 11 | Грузия    | Элене Звиададзе          | Let It Go                 | 52            | 54                 |
| 12 | Россия    | Екатерина Манешина       | Острова                   | 55            | 55                 |
| 13 | Молдова   | Эрика Мустяце            | La sarbatoare             | 52            | 52                 |
| 14 | Италия    | Мартина и Кьяра Скарпари | Eternità                  | 55            | 58                 |
| 15 | Украина   | Марта Рак                | Тече вода                 | 53            | 52                 |
| 16 | Россия    | Полина Богусевич         | Белый снег                | 55            | 52                 |
| 17 | Израиль   | Эмили Купер              | Rolling in the Deep       | 54            | 51                 |

## Третий день
18 августа состоялось награждение победителей и гала-концерт, в котором выступили Филипп Киркоров, Валерий Леонтьев, Bosson, Доминик Джокер, группы «СЕРЕБРО», 5`StaFamily и «Дискотека Авария», детский хор Игоря Крутого «Новая волна».

## Жюри конкурса
- Игорь Крутой — председатель жюри, народный артист России и Украины, композитор, продюсер, певец.
- Алессандро Сафина — итальянский оперный и эстрадный певец.
- Нюша — российская певица, автор песен, композитор, актриса.
- Лев Лещенко — советский и российский эстрадный певец (баритон) и артист оперетты, педагог.
- Филипп Киркоров — народный и заслуженный артист России и Украины, певец, музыкальный продюсер, композитор.

## Ведущие
- Лера Кудрявцева
- Станислав Костюшкин
- Кристина Светличная
- София Лапшакова
- Паша Артёмов
- Олимпиада Тетерич (Липа)